# نوربرت فرنك
نوربرت فرنك (بالفرنسية: Norbert Franck)‏ (28 مايو 1918 – 4 أكتوبر 2006) هو سبّاح لوكسمبورغي راحل. ولد في 28 مايو 1918 في إيش سوغ ألزيت في لوكسمبورغ، وتوفي في 4 أكتوبر 2006. مثّل بلاده في الألعاب الأولمبية الصيفية 1936.

## روابط خارجية
نوربرت فرنك على موقع الاتحاد الدولي للسباحة (الإنجليزية)
- نوربرت فرنك على موقع اللجنة الأولمبية الدولية (الإنجليزية)
- نوربرت فرنك على موقع أوليمبيديا (الإنجليزية)